# Милован Глишић
Милован Ђ. Глишић (Градац, 19. јануар 1847 — Дубровник, 1. фебруар 1908) био је српски књижевник и преводилац. Сматран је за једног од највећих преводилаца свог времена, као и за „оснивача жанра сеоске и реалистичке приповетке у Србији”. Глишић је понекад прозван „српским Гогољем”. Његова рукописна заоставштина налази се у Адлигату.

## Биографија
Милован Глишић је рођен 7/19. јануара 1847, у селу Градац поред Ваљева (данас део Ваљева) од оца Ђорђа и мајке Јевросиме. У његовом селу није било школе, али су га родитељи подучавали, и научили да пише. Овако припремљен, Милован Глишић је у Ваљеву одмах примљен у други разред основне школе. Кад је 1864. уписао Београдску нижу „теразијску” гимназију, већ је имао седамнаест година. Због немаштине је сам морао да се сналази, а материјални положај се само погоршао кад му је 1865. године умро отац. Потом је започео да учи технику на Великој школи, но после две године оставља технику и учи филозофију на истој школи. Кад је прекинуо школовање, постављен је за коректора Државне штампарије. Глишић је радио разне послове, које је могао да нађе. Иако му је ово одузимало пуно времена, ипак је био добар ђак. Показивао је интересовање не само за школске предмете; пуно је читао и учио је руски, француски и немачки.
Био је у два маха уредник званичних „Српских новина”, дуго време драматург Народног позоришта и крајем живота помоћник управника Народне библиотеке. Био је и главни уредник Новина Србских.
Умро је у Дубровнику 1. фебруара 1908. где је био ради лечења од туберкулозе. Сахрањен је 6. фебруара 1908. у Дубровнику. Током пљачки на гробљу у децембру 1939, по једном извештају био је отваран и његов гроб, по другом „не зна се још” да ли је тако.
Његова најпознатија дела су: „Прва бразда”, „Глава шећера”, „Рога”, „Свирач” и друге.

## Критички осврт
Оригинални књижевни рад Милована Глишића није велики: око тридесет већих и мањих приповедака, поред два позоришна комада. Његове приповетке значе новину и догађај у развоју српске приповетке. Глишић је оснивач реалистичке сеоске приповетке са социјалним и политичким смером. У доба када је Светозар Марковић проповедао „нову науку” и када се у јавном животу дигла повика на непросвећено и несавесно чиновништво и на зеленаше и „каишаре”, који су угњетавали и пљачкали народ, Глишић ствара сеоску приповетку у духу напредних идеја, устајући у одбрану села и сељака од варошких зеленаша, као Вуле Пупавац, од сеоских каишара, као газда Рака, од полицијских писара и среских капетана. У приповеци „Ни око шта” дао је тип новог човека у личности учитеља Груице, истина у оквиру једне комичне анегдоте, али са очигледном намером да представи сукоб нове и старе генерације. Под утицајем руских писаца и свога сеоског порекла, он воли село и сеоски патријархални морал, а мрзи чаршију. У његовим приповеткама ипак нема већих друштвених и моралних сукоба. Глишић је трезвено и реално говорио о селу, не идеалишући и не улепшавајући га. Вредност његових приповедака је у ведром хумору и сатири, у једноставном стилу и чистом и лепом језику.

## Наслеђе

### У популарној култури
Од 1971. године у Ваљеву је била уведена „Награда Милован Глишић”, која се са прекидима додељивала до 2007. године.
Лептирица, телевизијски филм према мотивима приповетке „После деведест година” Милована Глишића у режији Ђорђа Кадијевића снимљен је 1973. године у продукцији РТБ-а. Глава шећера, телевизијски филм према мотивима истоимене приповетке Милована Глишића у режији Дејана Ћорковића снимљен је 1991. године у продукцији РТБ-а. Свирач, телевизијски филм према мотивима истоимене приповетке Милована Глишића у режији Дејана Ћорковића снимљен је 1998. године у продукцији РТБ-а.
Од 1996. године градска библиотека у Љубовији носи назив „Милован Глишић”.
По њему се зову ОШ „Милован Глишић” Ваљево и ОШ „Милован Глишић” Ваљевска Каменица.

### Рукописна заоставштина у Адлигату
Удружење за културу, уметност и међународну сарадњу „Адлигат” у чијем саставу су Музеј књиге и путовања и Музеј српске књижевности баштини део рукописне заоставштине и документације Милована Глишића.

## Лични живот
Био је пет година ожењен Косаром, једном од пет ћерки богатог београдског трговца Николе Стефановића, од осталих једна је била удата за Јована Авакумовића, друга за генерала Мостића, трећа Лепосава за Димитрија Новаковића, а четврта у Египат. У писму током бракоразводног процеса, Глишић је на дванаест страница описује као расипницу, хладну особу и немарну супругу, због чијих је прохтева и путовања у бање у иностранству, више пута западао у велике дугове. Брак је разведен, после тога је живео у соби хотела „Национал” испод Калемегдана.
Његова сестра Станка Глишић је била професор и преводилац са француског и руског, написала је „Моје успомене” 1933. године  26936583.

## Дела

### Комедије
- Два цванцика, 1882.
- Подвала, 1885.

### Кратке приче
- Ни око шта
- Вујина просидба
- Учитељ
- Редак звер
- Тетка Деса
- Злослутни број
- Нови Месија
- Глава шећера
- Прва бразда
- После деведесет година
- Шетња после смрти
- У зао час
- Свирач
- Распис
- Сигурна већина
- Ноћ на мосту
- Награисао
- Рога
- Шило за огњило
- Задушнице

### Преводи
- Зла свекрва, Александар Островски, 1881.
- Кола мудрости, двоја лудости, Александар Островски, 1882.
- Нов посао, Владимир Немирович Данченко, 1883.
- Све за сина, Емил Ожје, 1884.
- Наследник, Емил Ожје, 1884.
- Гавран, Алфонс Доде, 1888.
- Шагринска кожа, Оноре де Балзак, 1888.
- Племићка, Фос, 1882.
- Мртве душе, Николај Гогољ, 1872.
- Тарас буљба, Николај Гогољ, 1876.
- Иван Фјодорович Шпоњка и његова тетка, Николај Гогољ, 1870.
- Оболомов, Иван Гончаров, 1876.
- Крајцерова соната, Лав Толстој, 1890.
- Рат и мир, Лав Толстој, 1899.
- Народни борац, непознати аутор
- Полканови мемоари, Николај Лејкин
- Коломбо, Проспер Мериме, 1877.
- Брђан, Erckmann-Chatrian, 1878.
- Доктор Окс, Жил Верн, 1878.
- Тартарин из Тараскона, Алфонс Доде
- Убиство у улици Морг, Едгар Алан По
- Срце издајице, Едгар Алан По
- Страховита ноћ
- Le Nabab, Алфонс Доде
- Princess Maleine, Maurice Polydore-Marie-Bernard Maeterlinck, 1897.
- La Sanfelice, Александар Дима Отац, 1881.
- The Man-wolf, Émile Erckmann-Chatrian
- Два брата, Émile Erckmann-Chatrian, 1878.
- Црна куга, Émile Erckmann-Chatrian, 1878.
- L’Invasion ou le Fou Yégof, Erckmann-Chatrian
- Le Fils de Giboyer, Émile Augier
- La pierre de touche, Émile Augier